# Saint-Chamant (Corrèze)
Saint-Chamant è un comune francese di 522 abitanti situato nel dipartimento della Corrèze nella regione della Nuova Aquitania.

## Società

### Evoluzione demografica
Abitanti censiti